# Sheng-Ching Chang
Sheng-Ching Chang (張省卿; Tainan, 1963) è una storica dell'arte taiwanese.

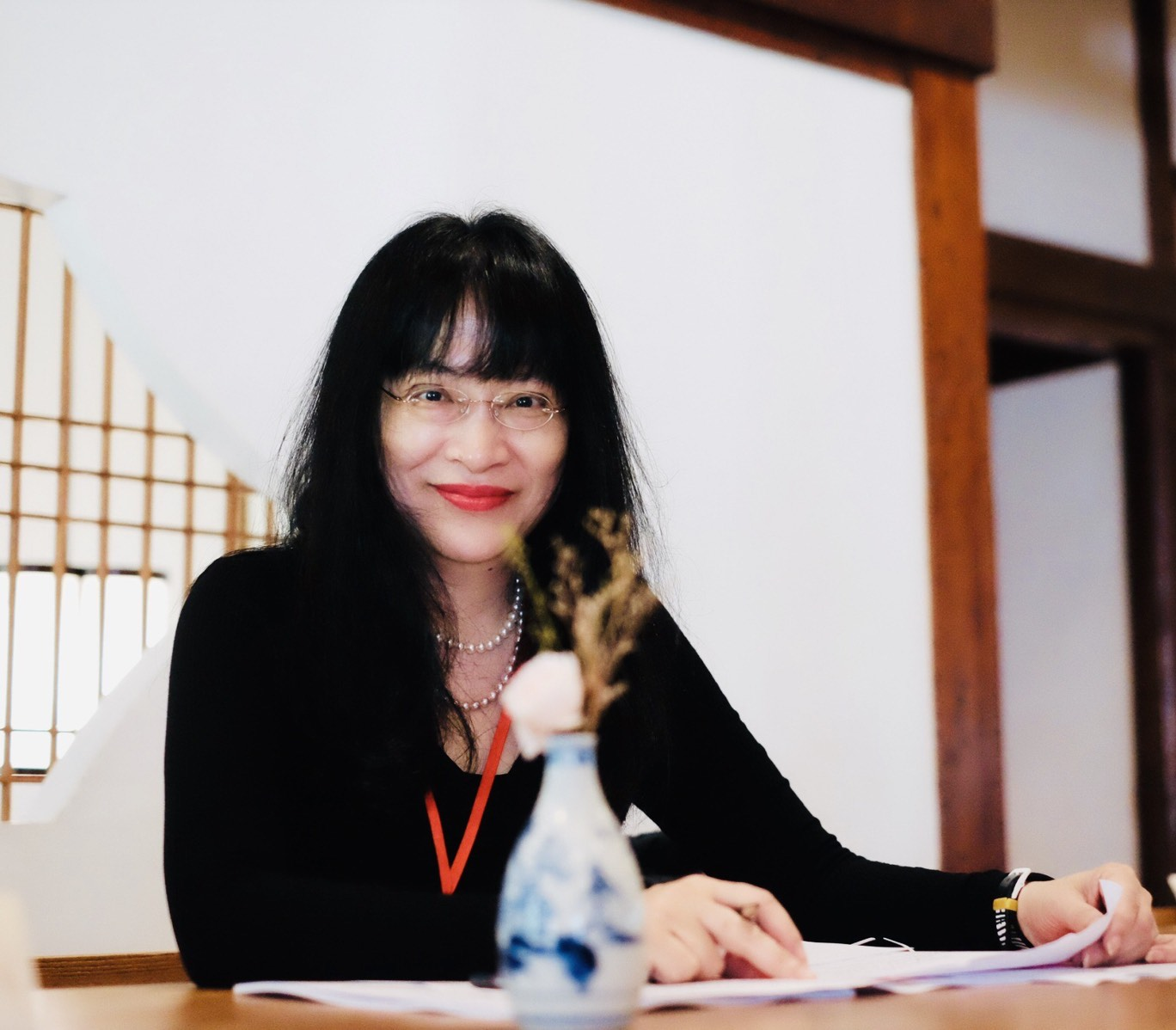
Prof. Dr. Sheng-Ching Chang at Beitou Museum of Art, Taipei, March 26, 2021

È la direttrice dell'Istituto di studi museali presso il Dipartimento dell'Università Cattolica Fu Jen di Taipei e professore presso il Dipartimento di Storia dell'Università Cattolica Fu Jen di Taipei.

## Biografia
Ha frequentato la Università Cattolica Fu Jen di Taipei, Taiwan, ricevendo un B.A. con un attestato major in storia e un attestato minor in commercio internazionale. Dal 1986 al 1995, ha studiato all'Università di Amburgo in Germania, ottenendo un Master in storia e storia dell'arte con la sua tesi Das Porträt von Johann Adam Schall von Bell in China illustrata di Athanasius Kirchers (Il ritratto di Johann Adam Schall von Bell in "China illustrata" di Athanasius Kircher). Dal 1996 al 2002, ha studiato al Dipartimento di Storia dell'Arte dell'Università Humboldt di Berlino, Germania, dove ha conseguito il dottorato di ricerca con la sua tesi L'immagine della Cina nella natura e nel paesaggio di China illustrata di Athanasius Kircher.
Dal 1988 al 1997, Chang ha lavorato come giornalista per i quotidiani taiwanesi Independent Morning Post, Independent Evening Post e Independent Weekly Post. Ha scritto per riviste come Artist, ARTIMA e Art of Collection a Taipei e negli anni '90 a Hong Kong. È stata anche giornalista fotografica per l'edizione taiwanese del National Geographic Magazine e redattore per le riviste tedesche Diskus and Pen, che discute di argomenti tra cui lo sviluppo dell'arte e della cultura in Europa e in Asia.
Chang ha lavorato come assistente professore di storia e storia dell'arte presso la Università Cattolica Fu Jen, Taipei National University of Arts e National Taiwan University of Arts di Taipei dal 2002 al 2006. Successivamente è stata nominata Professore Associato a pieno titolo (2009) e Professore ordinario (2016) presso il Dipartimento di Storia e l'Istituto Universitario dell'Università Cattolica Fu Jen. Nel 2018, è stata Professore a contratto presso il Graduate Institute of Art History presso la National Taiwan Normal University di Taipei, Taiwan. Dal 2020 è direttrice dell'Istituto di Museologia della Università Cattolica Fu Jen. Il suo obiettivo di ricerca è stato la storia dell'arte europea nel contesto globale, la storia dello scambio artistico e culturale tra Oriente e Occidente, la metodologia della storia dell'arte e la storia dello sviluppo urbano coloniale. Dal 2023 al 2024, lei ricopre il ruolo di ricercatrice ospite presso l'Università di Humboldt a Berlino e partecipa al progetto di Eccellenza "Matters of Activity. Image Space Material" dell'università. Nel 2024, ricopre anche una cattedra presso il China Center for Science and Technology della Technical University di Berlino.
Dal 2005, insieme alle sue responsabilità di docenza, Chang ha organizzato conferenze annuali in collaborazione con i suoi colleghi dell'Università Fu Jen sulla 'Storia dello Scambio Culturale', oltre a una serie di conferenze annuali (2008-) e workshop (2011-) esaminando il tema "Storia del mondo".  Ha organizzato panel in istituzioni in tutta l'Asia e in Europa, tra cui l'Institute of History dell'Università di Oxford, l'Università di Monaco, l'Istituto di studi orientali dell'Università Jagellonica di Cracovia, il Museo del Palazzo Nazionale di Taipei e l'Accademia cinese delle belle arti di Pechino. Inoltre, ha curato il Fu Jen Historical Journal, ha recensito il Journal of Fine Arts della Taipei National University of the Arts e ha preso parte a borse di studio e consigli di associazione per la ricerca storica. È stato membro del Comitato di valutazione delle tesi di abilitazione presso la Facoltà di Lettere dell'Università statale di Taiwan e presso la Facoltà di Lettere dell'Università statale pedagogica di Taiwan.

## Borse di studio e premi
- 1990 – 1995 - Borsa di studio della Fondazione tedesca Friedrich - Naumann per un master
- 1996 – 1999 - Borsa di studio dal tedesco Heinrich - Böll Foundation per un dottorato
- 2000 – 2001 - Borsa di studio della Fondazione Chiang Ching-Kuo di Taipei per studenti di dottorato nel Programma di scambio accademico internazionale europeo
- 2003 - Sostegno finanziario della Deutsche Forschungsgemeinschaft per la pubblicazione di una monografia[10]
- 2003 - Sovvenzione dal National Science Council di Taiwan
- 2007 – 2008 - Sovvenzione dal National Science Council di Taiwan
- 2006 – 2009, 2013 - Destinatario per cinque volte del premio annuale della Università Cattolica Fu Jenper risultati di ricerca
- 2010 – 2012 - Sovvenzione dal National Science Council di Taiwan
- 2016 – 2021 - Sovvenzione dal National Science Council di Taiwan
- 2017 - Ha ricevuto l'Academic Research Award della Università Cattolica Fu Jen per una monografia[11]

## Pubblicazioni

### Monografie
- Natur und Landschaft － der Einfluss von Athanasius Kirchers China illustrata auf die europäische Kunst, Berlin (Dietrich Reimer Verlag GmbH), 2003.[12]
- L'influenza dell'urbanistica in stile tedesco nell'area centrale degli edifici amministrativi nella città di Taipei dall'amministrazione coloniale giapponese, Taipei (Pressa dell'Università Cattolica Fu Jen), 2008.[13]
- L'Oriente illuminante dell'Occidente - Elementi cinesi nei giardini paesaggistici del XVIII secolo di Wörlitz in Germania, Taipei (Libreria Università Cattolica Fu Jen), 2015.[14]
- A New Perspective: History of Eastern and Western Art Exchange under Globalizationy, Taipei (China Times Publishing Co.), 2022.[15]

### Capitoli di monografie
- Studentenprotest und Repression in China, April bis Juli 1989, in Ruth Cremerius, Doris Fischer e Peter Schier, eds. Amburgo (Institut für Asienkunde, Mitteilungen des Instituts für Asienkunde Hamburg), 1990.
- "Das Porträt von Johann Adam Schall von Bell in China illustrata 'di Athanasius Kirchers" in: Roman Malek ed., Apprendimento occidentale e cristianesimo in Cina - Il contributo e l'impatto di Johann Adam Schall von Bell, SJ (1592-1666) vol . 2, St. Augustin (Monumenta Serica), 1998.
- "Incontro del drago europeo e cinese nei secoli XVII e XVIII", in Raccolta di saggi del simposio sul 40 ° anniversario della fondazione del Dipartimento di Storia dell'Università Cattolica Fu Jen, Taipei (Dipartimento di Storia dell'Università Cattolica Fu Jen) ), 2003.
- "Illustrazioni cinesi della natura nei secoli XVII e XVIII e loro influenza sull'arte europea, sul paesaggio e sui paesaggi urbani", in Sinologia come ponte tra culture cinesi e occidentali: una selezione di conferenze speciali del Centro di ricerca sinologica Monumenta Serica, Taipei (Fu Jen University Press), 2010.
- "Ostasiatische Kunst, China und Europa", in Enzyklopädie der Neuzeit (1450-1850), Banda 9, Stoccarda (J.B. Metzler Verlag), 2011.
- "La costruzione di giardini in stile cinese nel 18º secolo in Germania utilizzando il giardino di Wörlitz (1764-1813) e il giardino cinese di Oranienbaum (1793-1797) come esempi", in faccia a faccia. La trascendenza delle arti in Cina e oltre - Prospettive storiche, II, 2, Rui Oliveira Lopes ed., Lisbona (Centro di ricerca Studi artistici, Facoltà di Belle Arti dell'Università di Lisbona), 2014.
- Storia preliminare della Università Cattolica Fu Jen, Co-editore, Taipei (Pressa dell'Università Cattolica Fu Jen), 2015.

### Articoli pubblicati
- "Il poeta e Geisha Hsüeh Tao nell'VIII e nel IX secolo", in Historical Journal, Taipei, No. 39, 1984.[16]
- "Porcellana cinese del periodo Ming (1368-1644)", in Historical Journal, Taipei, No. 40, 1985.
- "Dokument 1: Augenzeugenbericht eines Studenten über das Massaker vom 4. Juni 1989", in Cina aktuell, Amburgo (Institut für Asienkunde, Berichtsmonat), 1989.
- "Max Beckmann", in Artist, Taipei, Nr. 187, 1990.
- "Brunelleschi e l’architettura rinascimentale", in ARTIMA, Taipei, n. 44, 1993.
- "Scambio culturale tra Oriente e Occidente con l'esempio di un ritratto di Adam Schall von Bell", in The National Palace Museum, mensile di arte cinese, Taipei, n. 169, 1997.
- "L'emergere della storia dell'arte come disciplina della scienza e dello storico dell'arte Aby Warburg", su Artist Magazine, Taipei, n. 265, 1997.[17]
- "Kulturaustausch zwischen Europa und Asien in Natur und Landschaftdarstellungen", a Diskus, Göttingen (Heinrich-Böll-Stiftung), 1997.
- "Edifici amministrativi dell'ufficio governatore di Taiwan, 1912-1919: studio dell'architettura amministrativa centrale e locale", in Fu Jen Historical Journal, n. 17, Taipei (Dipartimento di Storia dell'Università Cattolica Fu Jen), 2006.
- "Scambio tra architettura orientale e occidentale dal punto di vista dell'allineamento dell'asse centrale con l'esempio degli edifici amministrativi dell'ufficio del governatore di Taiwan", in Fu Jen Historical Journal, n. 19, Taipei (Dipartimento e Istituto universitario di storia di Università Cattolica Fu Jen), 2007.
- "Immagini della città imperiale cinese del 17º e 18º secolo in Europa", in Art Journal, n. 2, Taipei (Università Nazionale delle Arti di Taipei, Facoltà d'arte), 2008.
- "The Pineapple Images di Michael Boym e la circolazione delle immagini di ananas in Europa nel 17º secolo", in The National Palace Museum Research Quarterly, vol. 28, no. 1, Taipei, (The National Palace Museum Press), 2010.
- "Studio dei documenti e revisione della ricerca sulla storia dello scambio nei giardini paesaggistici in Germania", in Fu Jen Historical Journal, n. 34, Taipei, (Dipartimento e Istituto universitario di storia dell'Università Cattolica Fu Jen), 2015.
- "Il layout del complesso edilizio in stile storicista nella nuova area di Chengchung della città di Taipei durante il periodo coloniale giapponese", in Newsletter dell'Associazione di ricerca di storia dell'arte di Taiwan, numero 3, Taipei (Associazione di ricerca di storia dell'arte di Taiwan), 2017.
- “Transitional Justice in the Spaces of the Humboldt Forum in Berlin and Freedom Square in Taipei”, in: The Sculpture Research Semiyearly, issue 22, Taipei (Juming Museum), 2019.